# Campeonato Sul-Americano de Clubes de Futsal de 2014 - Zona Sul
O Campeonato Sul-Americano de Clubes de Futsal de 2014 - Zona Sul foi uma competição de clubes de futsal do continente, em que é concebido ao campeão disputar o título continental contra o campeão da Zona Norte.

A Zona Sul foi realizada na cidade de Erechim no Rio Grande do Sul entre 21 e 27 de abril.

## Formato
A Zona Sul foi composta de dois grupos de cinco times cada, em que estes foram sorteados num sorteio realizado no dia 7 de abril. Ficou definido que os clubes brasileiros (Atlântico e ADC Intelli) seriam os times cabeça de chave, respectivamente, dos Grupos A e B. Depois seriam sorteados os times por país, na ordem:
1. Argentina
2. Paraguai
3. Chile
4. Uruguai

O primeiro time sorteado do país estaria no Grupo A. Consequentemente, o outro estaria no Grupo B. Assim, não seria possível haver dois times do mesmo país no mesmo grupo. A tabela de jogos foi definida antes do sorteio, e este definiria quem jogaria em qual dia. Os dois primeiros e os dois segundos colocados de cada grupo se classificariam para as semifinais da fase sul. O campeão da Zona Sul estaria classificado para a fase final.

## Participantes
| País                  | Equipe              | Classificação                                       |
| --------------------- | ------------------- | --------------------------------------------------- |
| Argentina · (2 vagas) | America del Sud     | Vice-campeão do Campeonato Argentino de Futsal 2013 |
| Argentina · (2 vagas) | Boca Juniors        | Campeão do Campeonato Argentino de Futsal 2013      |
| Brasil · (2 vagas)    | ADC Intelli         | Campeão da Liga Brasileira de Futsal 2013           |
| Brasil · (2 vagas)    | Atlântico           | Campeão da Taça Brasil de Futsal de 2013            |
| Chile · (2 vagas)     | Palestino           | Campeão do Campeonato Chileno de Futsal 2013        |
| Chile · (2 vagas)     | Deportes Concepción | Vice-campeão do Campeonato Chileno de Futsal 2013   |
| Paraguai · (2 vagas)  | Sport Colonial      | Campeão do Campeonato Paraguaio de Futsal 2013      |
| Paraguai · (2 vagas)  | Star's Club         | 3º colocado no Campeonato Paraguaio de Futsal 20131 |
| Uruguai · (2 vagas)   | Old Christians      | Campeão do Campeonato Uruguaio de Futsal 2013       |
| Uruguai · (2 vagas)   | Peñarol             | Vice-campeão do Campeonato Uruguaio de Futsal 2013  |

1A equipe do Coronel Escurra, vice-campeã do Campeonato Paraguaio, não confirmou participação até o fim do prazo, e foi substituída pelo Star's Club, terceiro colocado no campeonato.

## Primeira Fase

### Grupo A
| Equipes               | Pts | J | V | E | D | GP | GC | SG  |
| --------------------- | --- | - | - | - | - | -- | -- | --- |
| Atlântico             | 12  | 4 | 4 | 0 | 0 | 21 | 3  | 18  |
| America del Sud       | 9   | 4 | 3 | 0 | 1 | 16 | 10 | 6   |
| Old Christians        | 6   | 4 | 2 | 0 | 2 | 10 | 9  | 1   |
| Sport Colonial/Kurupi | 3   | 4 | 1 | 0 | 3 | 8  | 17 | -9  |
| Palestino             | 0   | 4 | 0 | 0 | 4 | 2  | 18 | -16 |

### Grupo B
| Equipes             | Pts | J | V | E | D | GP | GC | SG  |
| ------------------- | --- | - | - | - | - | -- | -- | --- |
| Boca Juniors        | 10  | 4 | 3 | 1 | 0 | 17 | 3  | 10  |
| ADC Intelli         | 9   | 4 | 3 | 0 | 1 | 22 | 14 | 9   |
| Star's Club         | 4   | 4 | 1 | 1 | 2 | 16 | 14 | 2   |
| Peñarol             | 3   | 4 | 1 | 0 | 3 | 13 | 19 | -6  |
| Deportes Concepción | 3   | 4 | 1 | 0 | 3 | 7  | 25 | -18 |

## Fase final

### Play-Offs
|  | Semifinais                    | Semifinais                    |   |                               | Final                         | Final |  |
|  |                               |                               |   |                               |                               |       |  |
|  | 26 de abril de 2014 - Erechim |                               |   |                               |                               |       |  |
|  | Boca Juniors                  | 4                             |   |                               |                               |       |  |
|  | America del Sud               | 0                             |   |                               |                               |       |  |
|  |                               |                               |   |                               |                               |       |  |
|  |                               |                               |   |                               | 27 de abril de 2014 - Erechim |       |  |
|  |                               |                               |   |                               | Boca Juniors                  | 2     |  |
|  |                               | Atlântico                     | 3 |                               |                               |       |  |
|  |                               |                               |   |                               |                               |       |  |
|  |                               |                               |   |                               |                               |       |  |
|  |                               |                               |   |                               | Terceiro lugar                |       |  |
|  | 26 de abril de 2014 - Erechim | 26 de abril de 2014 - Erechim |   | 27 de abril de 2014 - Erechim | 27 de abril de 2014 - Erechim |       |  |
|  | Atlântico                     | 4                             |   | America del Sud               | 2                             |       |  |
|  | ADC Intelli                   | 3                             |   |                               | ADC Intelli                   | 7     |  |

#### Semifinais
| 26 de abril | Boca Juniors | 4 – 0 | America del Sud |  |
| 17:00       |              |       |                 |  |

| 26 de abril | Atlântico | 4 – 3 | ADC Intelli |  |
| 19:00       |           |       |             |  |

#### Terceiro lugar
| 27 de abril | America del Sud | 2 – 7 | ADC Intelli |  |
| 17:00       |                 |       |             |  |

#### Final
| 27 de abril | Boca Juniors                   | 2 – 3 | Atlântico                       | Caldeirão do Galo, Erechim                           |
| 19:00       | Bagatini · Alamiro Vaporaki 7' |       | Andrés Santos · Keké 17' · Galo | Árbitro: PAR Elvis Peña Árbitro 2: COL Jorge Moncada |

| Boca Juniors | Atlântico |

## Premiação
| Campeonato Sul-Americano de Clubes de Futsal de 2014 - Zona Sul |
| Brasil                                                          |
| --------------------------------------------------------------- |
| Atlântico/Erechim Campeão (1º título)                           |